# Wayne (nome)
Wayne  è un nome proprio di persona inglese maschile.

## Origine e diffusione
Riprende il cognome inglese Wayne o Wain, che ha origine occupazionale: deriva infatti dall'inglese antico wægn ("carro"), e denotava in origine un costruttore di carri, un carrettiere, o anche qualcuno che abitava vicino alle loro botteghe o ad altre (ad esempio una taverna) aventi un'insegna raffigurante un carro.
La sua adozione come nome proprio cominciò in negli Stati Uniti, per onorare lo statista e generale rivoluzionario Anthony Wayne; il suo uso in tutti i paesi anglofoni è poi stato fortemente aiutato dalla fama di John Wayne, il celebre attore di film western (il cui vero nome era però Marion Robert Morrison).

## Onomastico
Il nome è adespota, cioè non è portato da alcun santo, quindi l'onomastico ricade il 1º novembre, in occasione di Ognissanti.

## Persone

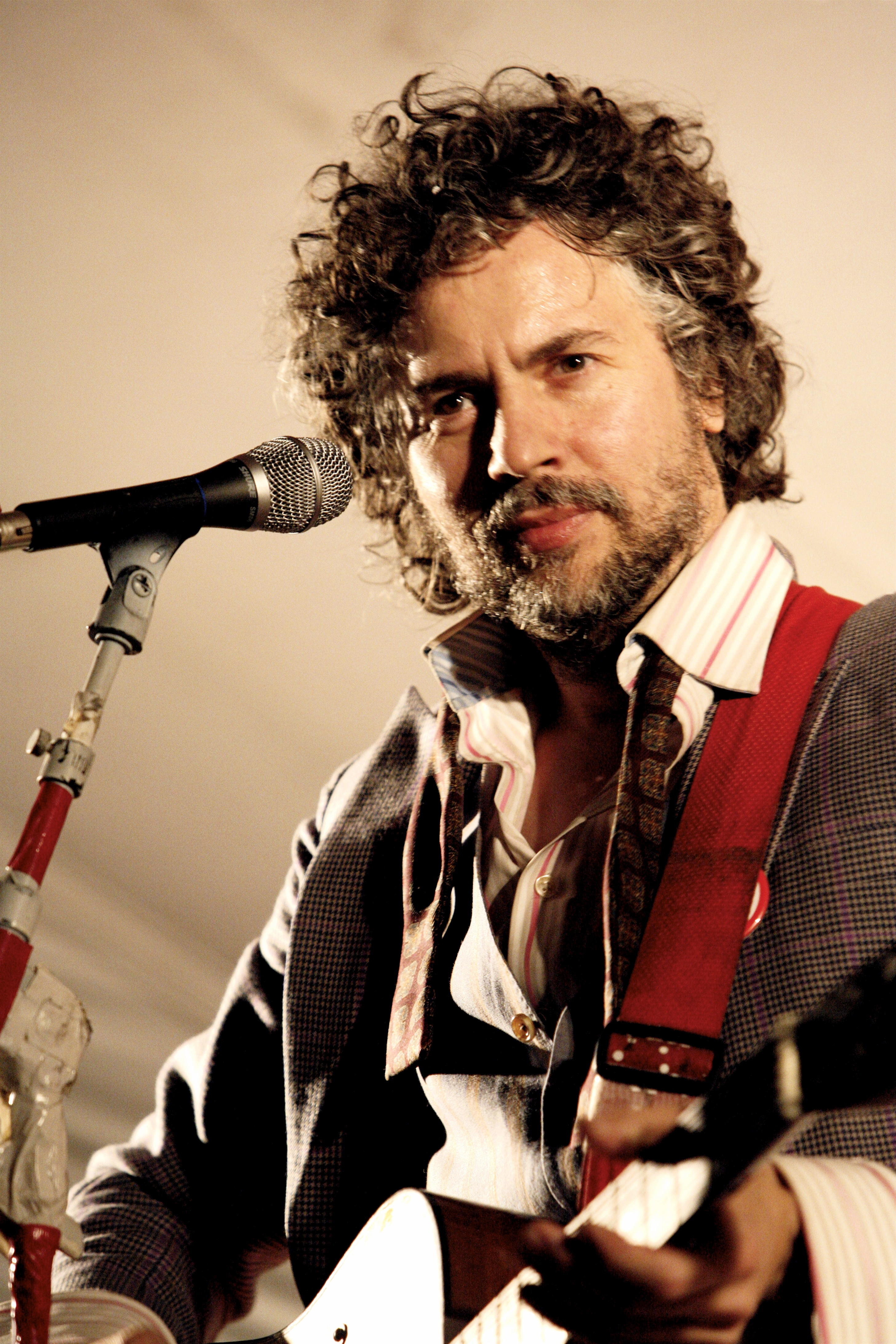
Wayne Coyne

- Wayne Besen, giornalista e saggista statunitense
- Wayne Bridge, calciatore inglese
- Wayne Carpendale, attore tedesco
- Wayne Cherry, designer automobilistico statunitense
- Wayne Coyne, cantante e chitarrista statunitense
- Wayne Farris, wrestler statunitense
- Wayne Gretzky, hockeista su ghiaccio canadese
- Wayne Rogers, attore statunitense
- Wayne Rooney, calciatore inglese
- Wayne Routledge, calciatore inglese
- Wayne Shelford, rugbista a 15 e allenatore di rugby neozelandese
- Wayne Shorter, sassofonista, musicista e compositore statunitense
- Wayne Static, cantautore e polistrumentista statunitense
- Wayne Wang, regista, sceneggiatore e produttore cinematografico cinese naturalizzato statunitense.

## Il nome nelle arti
- Wayne Rigsby è uh personaggio della serie televisiva The Mentalist.